# Erica nivea
Erica nivea är en ljungväxtart som beskrevs av Sinclair. Erica nivea ingår i släktet klockljungssläktet, och familjen ljungväxter. Inga underarter finns listade i Catalogue of Life.